# غازية (بكتيريا)
الغازِيَّة أو الهوائية أو إيروموناس (الاسم العلمي: Aeromonas)، جنس من البكتيريا سالبة الجرام، لاهوائية اختيارية، عصوية الشكل، تشبه من الناحية الشكلية أفراد فصيلة البكتيريا المعوية. ارتبطت معظم الأنواع الموصوفة البالغ عددها 14 نوعًا بأمراض بشرية. أهم مسببات الأمراض هي A. hydrophila وA. caviae وA. veronii biovar sobria. وتتواجد هذه الكائنات في كل مكان من المياه العذبة والمياه المسوسة.